# Bulla gouldiana
Bulla gouldiana är en snäckart som beskrevs av Henry Augustus Pilsbry 1895. Bulla gouldiana ingår i släktet Bulla och familjen Bullidae. Inga underarter finns listade i Catalogue of Life.